# Xbox (App)
Xbox ist eine App von Microsoft für die Verwaltung von Computerspielen unter Xbox 360, Xbox One und Windows. Sie steht zusätzlich als mobile App für Android und iOS zur Verfügung.

## Funktionen
Zu den wichtigsten Funktionen der App gehören:
- Die Verwaltung von Spielen, die u. a. im Microsoft Store oder Steam erworben wurden, sowie deren Download-Verwaltung
- Community-Funktionen, wie das Verwalten von Profilen und Freunden, das Nutzen von Chats und Erstellen eines Beobachtungs-Feeds
- eine virtuelle Fernbedienung für die Xbox-Konsole
- die Darstellung eines zweiten Bildschirms für einige Apps und Spiele auf der Xbox-Konsole
- Xbox Remote Play, das Streamen des Konsolenbildes auf das Gerät mit der installierten App[1]
- der Zugriff auf Xbox Live und den Xbox Game Pass
- das Aufzeichnen und Livestreamen von Spielinhalten
- ein Übersichtsmenü (Overlay) in Windows-Spielen für grundlegende Funktionen wie Lautstärkenregelung, Hardwareauslastungsübersicht, Aufnahmeoptionen (z. B. Screencast[2]) oder Freundeverwaltung (Xbox Game Bar)[3]

## Geschichte

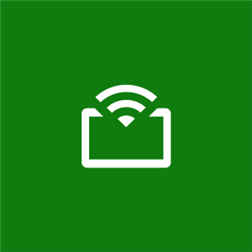
Xbox-SmartGlass-Logo

Xbox 360 SmartGlass wurde auf der E3 2012 das erste Mal für Windows 8, Android und iOS angekündigt und sollte die Verwaltung der Xbox 360 erleichtern. Mit der Veröffentlichung der Xbox One im November 2013 veröffentlichte Microsoft eine begleitende Xbox-One-SmartGlass-App für Android, iOS, Windows 8.1 und Windows Phone, die umfangreichere Funktionen zur Steuerung der Konsole ergänzte.
Mit der Veröffentlichung von Windows 10 erschien eine überarbeitete App namens Xbox, die insbesondere die Verwaltung von PC-Spielen ausbaute und die Möglichkeit bietet, Spiele von einer Xbox-One-Konsole in einem lokalen Netzwerk zu streamen. Am 12. Juni 2016 wurden die Mobilversionen der Xbox-One-Smartglass-Apps aktualisiert ebenfalls in Xbox umbenannt. Xbox 360 SmartGlass wurde nicht aktualisiert und im Mai 2018 eingestellt. Am 1. Juni 2017 startete das kostenpflichtige Spiele-Abo Xbox Game Pass für Xbox-One-Spiele.
Die mobilen Apps wurden zusammen mit dem Firmware-Update für die Xbox One im Mai 2019 aktualisiert und zeigen Freunde plattformübergreifend an.
Am 9. Juni 2019, zeitgleich mit der Pressekonferenz von Microsoft auf der E3 2019, veröffentlichte Microsoft eine neue Xbox-App in der Beta-Version exklusiv für Windows 10. Die Beta-Version verfügt über eine neu gestaltete Benutzeroberfläche und dient als Client für den neueingeführten PC-Spieleabo-Dienst Xbox Game Pass PC, der auch einige Spiele enthält, die sich im Katalog des Xbox Game Pass für die Xbox One befinden. Die PC-Version des Game Passes wurde bereits im Mai mit über 100 Spielen angekündigt. Nach der Beta-Phase soll der Dienst 10 € im Monat kosten. Vor der Konferenz hat Microsoft die vorhandene Xbox-App unter Windows 10 als Xbox Console Companion umbenannt.